# إليجاه إف. سميث
إليجاه إف. سميث هو سياسي أمريكي، ولد في 1 ديسمبر 1792 في Groton, Connecticut ‏ في الولايات المتحدة، وتوفي في 12 سبتمبر 1879 في روتشستر في الولايات المتحدة. نشط حزبياً في حزب اليمين.